# ورنر دروس
ورنر دروس (به آلمانی: Werner Drews) بازیکن فوتبال و مهاجم اهل آلمان شرقی بود که از سال ۱۹۶۱ میلادی عضو تیم ملی فوتبال آلمان شرقی بوده‌است. وی در ۲ بازی ملی حضور داشته و در بازی‌های ملی‌اش گلی به ثمر نرساند. ورنر دروس آخرین بازی ملی خود را در سال ۱۹۶۲ میلادی انجام داد.